# Stadtbefestigung Visby

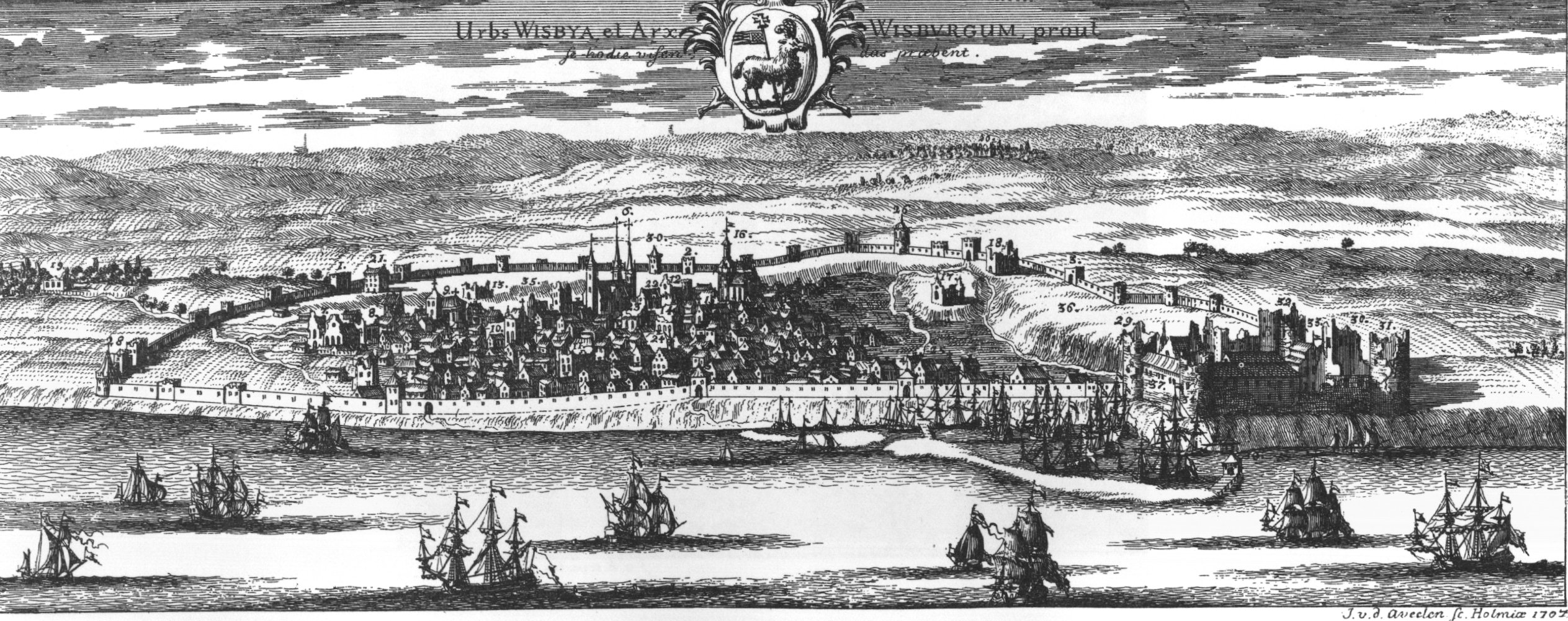
Stadtmauer zum Ende des 17. Jahrhunderts in Suecia antiqua et hodierna

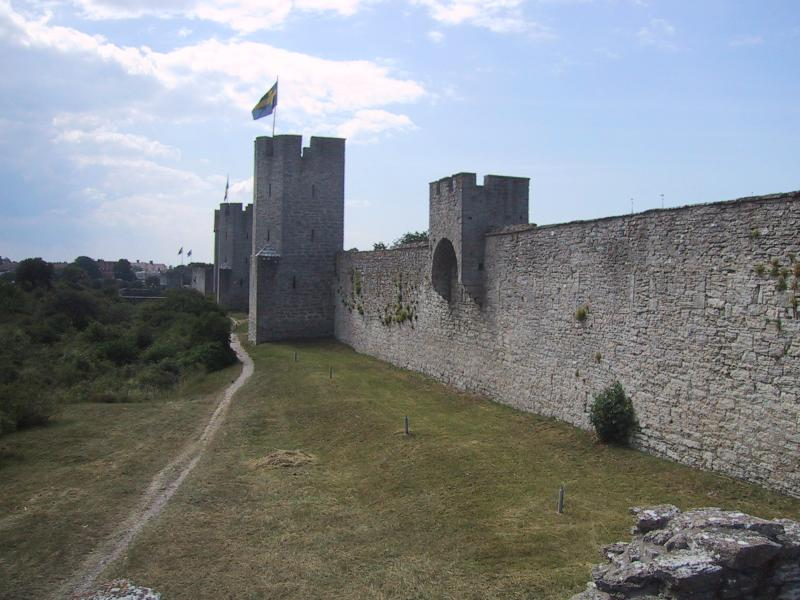
Stadtmauer von Visby

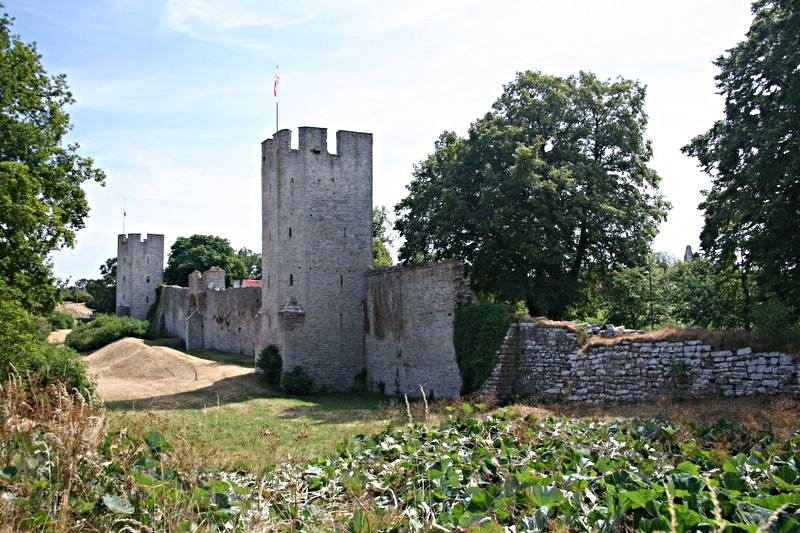
Am nördlichen Stadttor

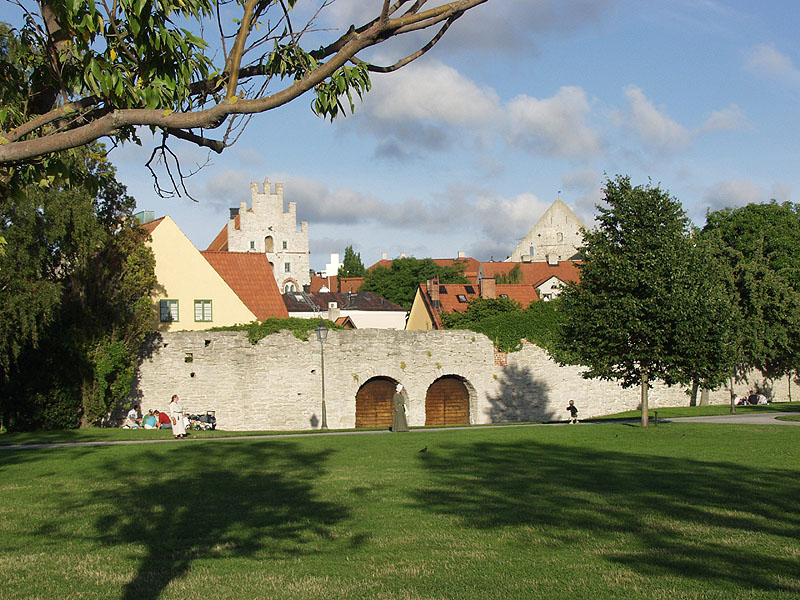
Stadtmauer im Bereich des Parks Almedalen, dem verlandeten mittelalterlichen Hafen der Stadt

Die mittelalterliche Stadtbefestigung Visby ist eines der Wahrzeichen der früheren Hansestadt Visby auf der schwedischen Ostseeinsel Gotland.
Die Stadtmauer wurde ab Mitte des 13. Jahrhunderts zum Schutz der mittelalterlichen Handelsstadt erbaut und ist etwa dreieinhalb Kilometer lang. Sie gehört aufgrund von Renovierungsarbeiten des 19. Jahrhunderts heute zu den am besten und auch am vollständigsten erhaltenen Stadtbefestigungen in Europa. In Skandinavien verfügten nur noch Kalmar und Stockholm über Stadtbefestigungen. Der Bau der Anlage mit den drei dazugehörigen Stadttoren (Söderport, Österport und Norderport) und den insbesondere zum Hafen hin erforderlichen Pforten nahm etwa einhundert Jahre in Anspruch. Die Mauer hatte zunächst eine Höhe von sechs Metern und keine weiteren Türme. Erst später wurde die Mauer mit 44 zusätzlichen Wehrtürmen kombiniert und auf eine Höhe von bis zu elf bis zwölf Metern erhöht. Die Kombination mit bis zu drei parallelen Gräben und einem Wall ermöglichte nach der mittelalterlichen Vorstellung den bestmöglichen Schutz. Im 16. Jahrhundert wurden zwei Kaponnièren errichtet. Bis zum 18. Jahrhundert wurden immer wieder Anpassungen der Verteidigungsanlage an die veränderten Möglichkeiten der Kriegsführung und die dafür zur Verfügung stehenden Waffen vorgenommen. 
Bei der Eroberung Visbys durch Lübeck im Jahr 1525 wurde die heute noch vorhandene Lübecker Bresche in einen Teil des nördlichen Abschnitts der Stadtmauer geschlagen und der Nordteil der Altstadt weitgehend zerstört. Die ehemalige Festung Visborg im Südwesten der Stadt war in die Stadtmauer einbezogen.